# Parlagi nefelejcs
A parlagi nefelejcs (Myosotis arvensis) a borágófélék (Boraginaceae) családjába tartozó növényfaj, melyet az erdélyi Gyimesekben kéknefelejcsnek is hívnak.
Fogyasztása nem javasolt, ugyanis a növény pirrolizidin alkaloidokat tartalmaz, amelyek bizonyítottan mérgezők a máj számára!

## Előfordulása, élőhelye
A parlagi nefelejcs előfordulási területei főleg Észak-Európa és a Brit-szigetek, de Európa többi részén is megtalálható. Európán kívül még fellelhető Ázsia mérsékelt övében, Törökországtól a Kaukázusig és Kazahsztánig, valamint Afrika északi részén is, például Algériában, Marokkóban és Tunéziában. A nyílt térségeket, és a nedves talajokat kedveli.

## Megjelenése
Lágy szárú növényfaj, felálló szárú, 40 centiméter magasra nő. Szárát puha szőrzet borítja. Az alsó levélnyelek tőlevélrózsába rendeződtek, a felső levelek ülők. Virágai szürkéskékek, 3-5 milliméter átmérőjűek; oldalról nézve tányér alakúak. Cső alakú csészelevelein, horgos szőrzet látható. Termései fényesek, sötétbarnák.
A virágzási ideje április–október között van.

## Képek

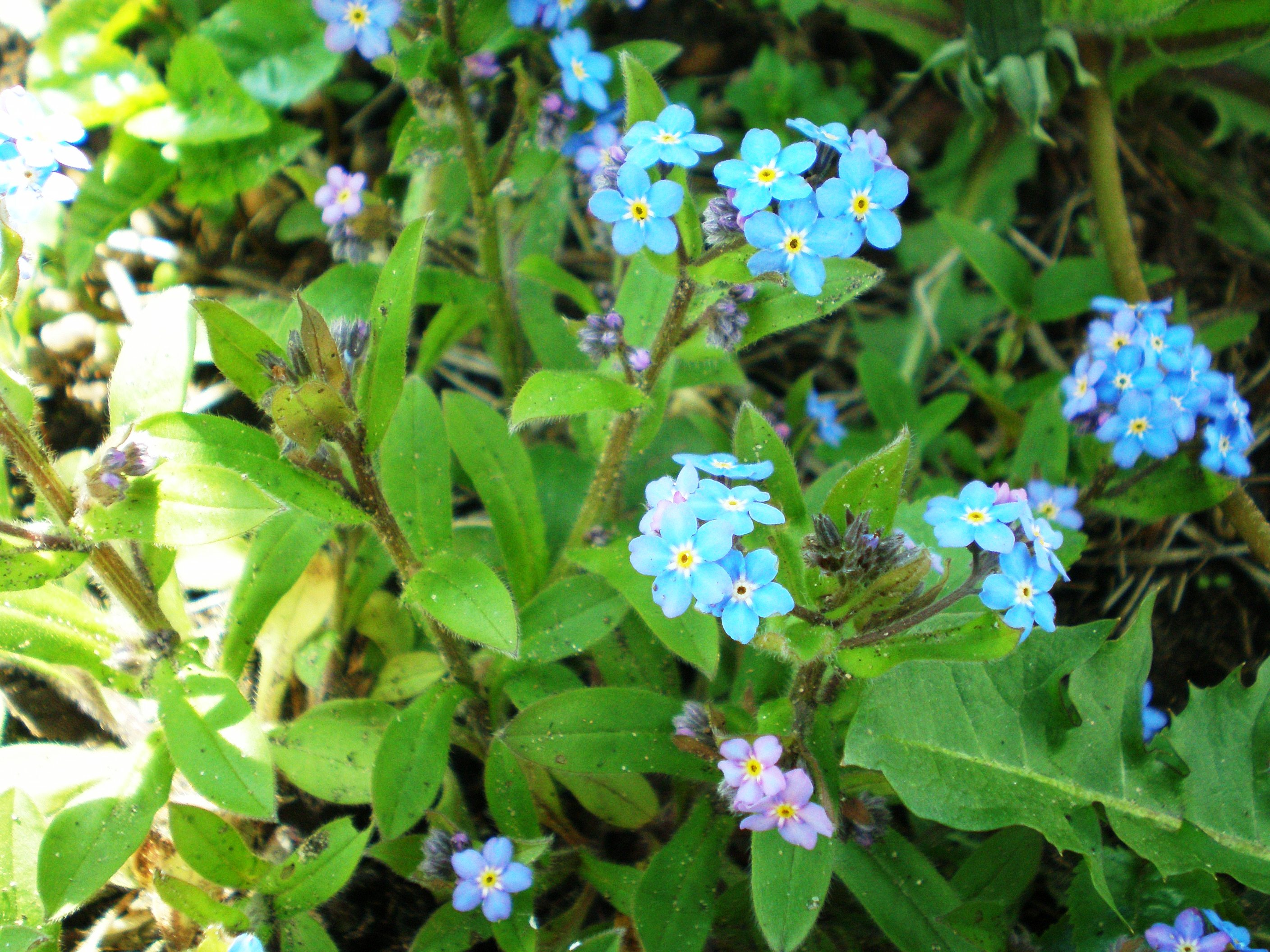
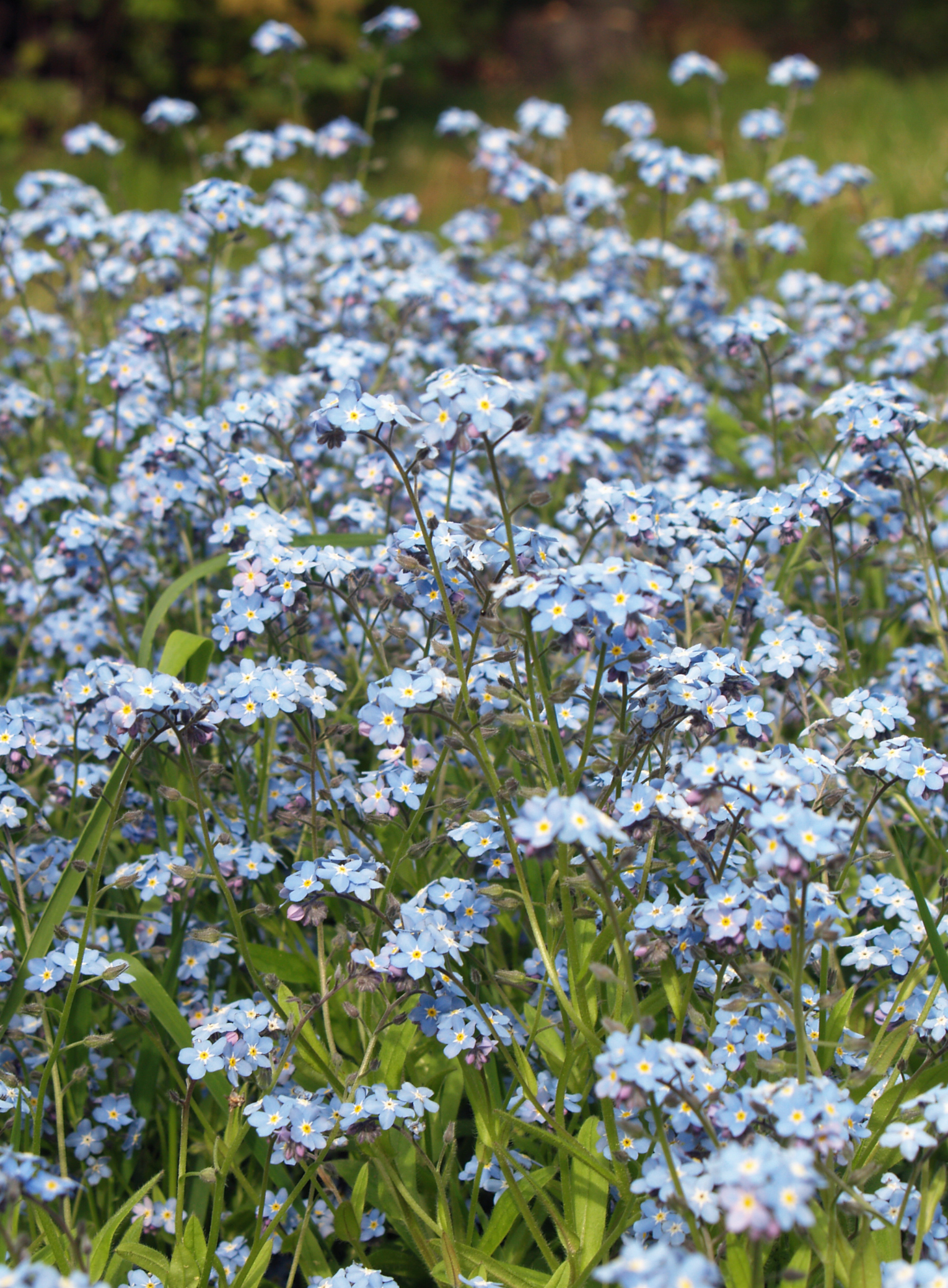
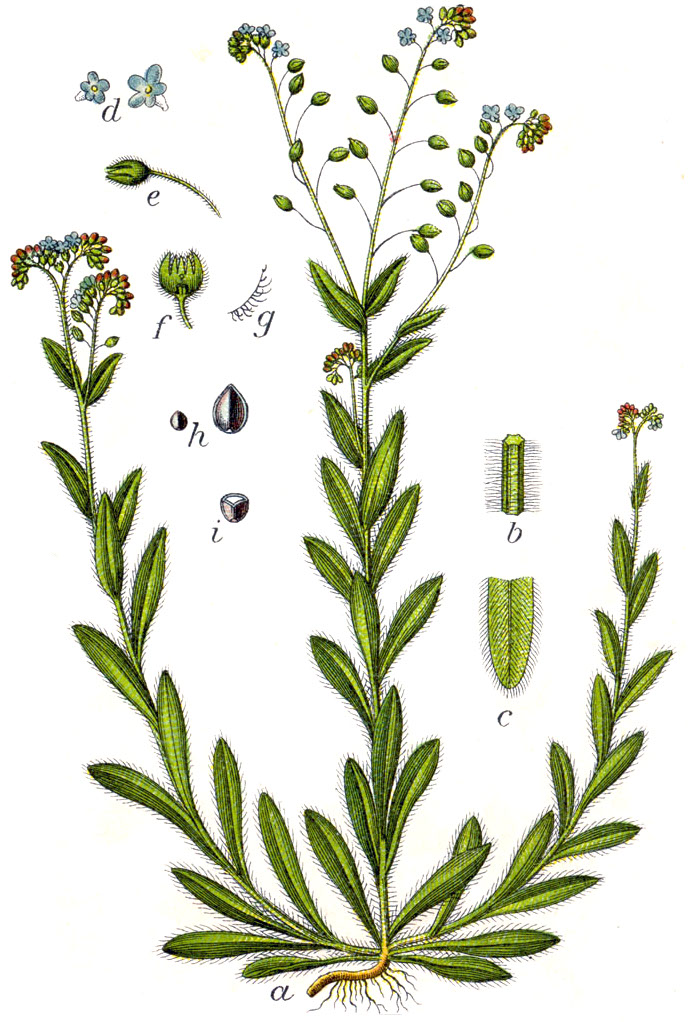
Rajz a növényről

## Fordítás
- Ez a szócikk részben vagy egészben  a   Myosotis arvensis című angol Wikipédia-szócikk ezen változatának fordításán alapul.  Az eredeti cikk szerkesztőit annak laptörténete sorolja fel. Ez a jelzés csupán a megfogalmazás eredetét és a szerzői jogokat jelzi, nem szolgál a cikkben szereplő információk forrásmegjelöléseként.